# Звездопад (альбом)
«Звездопад» — вышедший 20 марта 2002 года двадцатый альбом группы «Гражданская оборона», в который включены легендарные песни советских лет в исполнении Егора Летова.

«Задуман он был ещё в конце работы над „Солнцеворотом“, с Кузьмой. Песен должна была быть целая куча, двойник, а то и тройник. Причем не „ГО“, а „Коммунизм“. Среди прочих — песня из фильма „Король-олень“, „Всё ещё впереди“, „Мы вращаем землю“, Высоцкого и т. д. и т. п. Часть песен должен был петь Кузьма, он их подбирал под себя, часть — я. В то время он уже из студийного состава ГО фактически ушёл, дабы заняться сольной карьерой. После этого идея концептуально изменилась, был задуман диптих — из любимых наших песен и из западных, составленный и исполненный по подобному принципу. Это родственные, во многих из которых меня как личности больше чем в собственных, песни, я об этом много уже говорил и не хочу повторяться… Но это только одни из прочих, отдельные проявления того, что мне глубоко свойственно по духу», — вспоминает Летов в offline интервью от 24 ноября 2004 года.

«„Звездопад“ так и был задуман как диптих, одна часть которого была бы из советских песен 60-х годов, а вторая — англоязычная. Могу сказать, что туда обязательно вошла песня Shocking Blue „The Long and Lonesome Road“, Beatles „I’m Only Sleeping“, Love „Always See Your Face“, Tomorrow „Hallucinations“, Byrds „Thoughts and Words“, Tornadoes „Telstar“… В общем, был даже целый список».

20 и 21 марта 2002 года в Москве в клубе «Точка» состоялись концерты группы «Гражданская оборона», посвящённые выходу альбома.
15 сентября 2010 года вышло переиздание альбома. Запись была полностью пересведена, добавлены три бонусных композиции.
27 декабря 2011 года вышло издание альбома на виниловой пластинке, за основу фонограммы взято издание на CD 2010 года, также добавлен ранее не издававшийся вариант композиции «Каравелла» в исполнении Натальи Чумаковой.

## Список композиций
| №   | Название                                                                 | Текст песни       | Музыка         | Длительность |
| --- | ------------------------------------------------------------------------ | ----------------- | -------------- | ------------ |
| 1.  | «Песня красноармейца» (из телефильма «Кортик»)                           | Б. Окуджава       | С. Пожлаков    | 2:35         |
| 2.  | «Песня о циркаче» (из телеповести «День за днём»)                        | М. Анчаров        | И. Катаев      | 2:37         |
| 3.  | «На дальней станции сойду»                                               | М. Танич          | В. Шаинский    | 4:25         |
| 4.  | «Шла война»                                                              | Б. Окуджава       | Б. Окуджава    | 3:10         |
| 5.  | «Звездопад»                                                              | Н. Добронравов    | А. Пахмутова   | 2:50         |
| 6.  | «Ветер северный»                                                         | И. Гофф           | Я. Френкель    | 2:05         |
| 7.  | «Город детства»                                                          | Р. Рождественский | Ф. Миллер      | 5:01         |
| 8.  | «На всю оставшуюся жизнь» (из фильма «На всю оставшуюся жизнь»)          | П. Фоменко        | В. Баснер      | 3:01         |
| 9.  | «Слово — товарищ»                                                        | М. Анчаров        | И. Катаев      | 2:51         |
| 10. | «Каравелла»                                                              | А. Калле          | В. Калле       | 2:45         |
| 11. | «Белое безмолвие»                                                        | В. Высоцкий       | В. Высоцкий    | 3:27         |
| 12. | «Красный конь»                                                           | М. Пляцковский    | М. Фрадкин     | 1:02         |
| 13. | «Песенка про чёрную гуашь и надежду»                                     | В. Матвеева       | В. Матвеева    | 1:41         |
| 14. | «Солнце взойдёт» (из мультфильма «Бременские музыканты»)                 | Ю. Энтин          | Г. Гладков     | 4:40         |
| 15. | «Я принял решение»                                                       | Г. Поженян        | М. Таривердиев | 1:57         |
| 16. | «Свой среди чужих» (из кинофильма «Свой среди чужих, чужой среди своих») |                   | Э. Артемьев    | 5:18         |

| №   | Название                | Текст песни       | Музыка      | Длительность |
| --- | ----------------------- | ----------------- | ----------- | ------------ |
| 17. | «Зачем снятся сны»      | Р. Рождественский | С. Пожлаков | 5:32         |
| 18. | «Туман» (live)          | К. Рыжов          | А. Колкер   | 2:24         |
| 19. | «Солнце взойдёт» (live) | Ю. Энтин          | Г. Гладков  | 3:14         |

## Записано
| - Август 2000 года и февраль 2001 года в ГрОб-студии - Трек 17 «Зачем снятся сны» — август 2000, сентябрь 2007, ГрОб-студия - Трек 18 «Туман» — на концерте Егора Летова в Барнауле 14 декабря 2003 - Трек 19 «Солнце взойдёт» — на концерте ГО в ДК им. Горбунова в Москве 29 апреля 2004 | - Пересведение и реставрация (13 августа — 9 сентября 2007, ГрОб-студия) — Е. Летов, Н. Чумакова, А. Чеснаков - Мастеринг — Н. Чумакова - Ремастеринг для LP — Н. Чумакова, 7-17 февраля 2011 - Оформление — Е. Летов - Фото — С. Попков, Н. Чумакова, Е. Летов |

- Александр Чеснаков — гитары, бас
- Наталья Чумакова — электроорганы, бас, голос
- Егор Летов — голос, гитара
- Александр Владыкин — электроорган (17)
- Александр Андрюшкин — ударные, бас (16)
- Сергей Летов — флейта, саксофон (до переиздания)

В оформлении использованы работы румынского художника-наивиста Михая Даскалу и хорватского художника-примитивиста Ивана Генералича.